# Sharks (Rockband)
Die Sharks waren eine englische Rockband, die von 1972 bis 1974 bestand.

## Bandgeschichte
Andy Fraser gründete die Sharks im November 1972 nach seinem endgültigen Weggang von Free. Die ursprünglichen Bandmitglieder waren Fraser (Bass, Piano), Chris Spedding (Gitarre), Snips (Gesang) und Marty Simon (Schlagzeug). Sie bekamen einen Plattenvertrag bei Island Records, wo auch Free unter Vertrag war.
Anfang 1973 gingen sie mit ihrem „Sharkmobile“, einem alten Cadillac mit einem Kühlergrill in Form eines Haigebisses, auf Tournee in Großbritannien. Am 19. Februar hatten sie einen Unfall, bei dem sich Fraser an der Hand verletzte.
Ihr erstes Album First Water erschien im April 1973. Wenig später verließ Fraser die Band und wurde durch Busta Cherry Jones am Bass ersetzt. Zusätzlich wurde der Keyboarder Nick Judd (ex-Audience) aufgenommen.
Im September 1973 gingen sie wieder in Großbritannien auf Tour. Im März 1974 kam ihr zweites Album Jab It in Yore Eye heraus.  Nach einer US-Tour nahmen machten die Sharks Mitte 1974 Aufnahmen für ihr drittes Album Music Breakout, dessen Veröffentlichung ihre Plattenfirma jedoch ablehnte. Nach einigen Personalwechseln löste sich die Gruppe im Oktober 1974 auf.
1993 kamen Spedding und Snips wieder zusammen und nahmen als Sharks das Album Like a Black Van Parked on a Dark Curve..., das jedoch erst 1995 veröffentlicht wurde. 2011 brachten sie als King Mob das Album Force 9 heraus.

## Diskografie
- 1973: First Water
- 1974: Jab It in Yore Eye
- 1993: Like a Black Van Parked on a Dark Curve… (als Huw Lloyd Langton; erschienen 1998)
- 2017: Killers of the Deep
- 2018: Ready Set Go